# El pan de la guerra
El Pan de la Guerra (en el original, The Breadwinner) es una novela contemporánea de la escritora canadiense Deborah Ellis publicada en el año 2002. En la investigación previa a escribir El Pan de la Guerra, la autora pasó varios meses entrevistando a mujeres y niñas en los campamentos de refugiados en Pakistán y Rusia. Inspirado en esas conversaciones, el libro relata la historia de Parvana, una chica afgana que durante el gobierno de los talibanes debe hacerse pasar por un chico para así sostener a su familia. 
El Pan de la Guerra ha recibido varios premios literarios, entre ellos el Peter Pan Prize y el Middle East Book Award, en el año 2002. En el año 2017 el estudio de animación irlandés Cartoon Saloon realizó una adaptación cinematográfica de la novela del mismo nombre.

## Argumento
Parvana es una chica de once años que vive con su familia en Kabul, la capital de Afganistán, durante la época del gobierno talibán. Su padre era profesor de Historia y su madre, locutora de radio, pero cuando empezaron los bombardeos se quedaron sin trabajo. Cuando su padre es detenido, su familia busca una solución desesperada: deciden que Parvana se corte el pelo, se disfrace de chico con las ropas de Hossain, su hermano muerto, y realice el mismo trabajo que antes desempeñaba su padre: leer y escribir la correspondencia en el mercado a la gente que es analfabeta. Ni su madre ni su hermana Nooria pueden ayudarla, pues nadie se creería que son hombres y no les está permitido abandonar su casa sin burka.
Durante el régimen talibán, las mujeres no podían salir solas a la calle. En ausencia de su padre, toda la familia depende de que Parvana finja su papel como muchacho para poder trabajar y comprar comida. Un día, en su puesto de trabajo en el mercado, reconoce a su compañera Shauzia del colegio, que también se hace pasar por un chico y vende té y cigarrillos en la plaza del barrio. Juntas empezarán a aceptar otro tipo de trabajos, más complicados y duros, que no se muestran en la película, como desenterrar huesos para productos de cosmética, medicina y alimentación.
El pan de la guerra, en el original, The Breadwinner, es una novela contemporánea de la escritora canadiense Deborah Ellis publicada en el año 2002. Quince años después, se ha realizado una adaptación cinematográfica del libro. Se trata de una producción irlandesa que tiene detrás a Nora Twoney, codirectora de El secreto del libro de Kells, una película de animación con una estética parecida. En esta película, se combinan las ilustraciones duras del día a día de la protagonista con las imaginativas historias, de ambientación fantástica, que ella misma cuenta.
A pesar de que la misma autora sea una de las escritoras del guion, se han producido algunos cambios respecto a la novela: el personaje de la señora Weera, que ayuda a la madre de Parvana cuando cae en una profunda depresión tras la detención de su marido, no existe en la película. Además, las historias fantásticas que narra Parvana no tienen tanta relevancia en la novela como en la película. Tampoco se nombra que la madre de Parvana y la señora Weera, con la ayuda de otras mujeres, empiezan a escribir y distribuir en secreto una revista o que Nooria comienza a trabajar como profesora clandestina, dando clases a pequeños grupos de niñas. Por último, en el libro, Parvana no es descubierta disfrazada de chico, sin embargo, en la película, un soldado la reconoce y tiene que huir antes de que puedan castigarla por salir a la calle vestida de hombre.
En la entrevista que le realizamos a la autora en nuestro número 27 de la revista, Deborah Ellis nos contó que pasó varios meses entrevistando a mujeres y niñas en los campamentos de refugiados en Pakistán y Rusia para preparar la investigación previa y documentarse para escribir la novela. Además de ser una reconocida activista antiguerra, dona parte de los beneficios que obtiene de sus libros a proyectos a favor de las mujeres y los niños en países con conflictos bélicos. Todas las novelas de Deborah Ellis destacan por sus ideas a favor del pacifismo y la educación.
Como novela, El pan de la guerra ha recibido varios premios literarios, entre ellos el Peter Pan Prize y el Middle East Book Award, en el año 2002, además del Jane Addams Book Award Special Commendation por la trilogía El pan de la guerra y sus dos continuaciones. Y como adaptación cinematográfica, ha recibido en el Festival de Annecy de 2018 los Premios del Jurado, Audiencia y Mejor Música, además de estar nominada a mejor película de animación en los Premios del Cine Europeo, los Premios Óscar, los Globos de Oro y los Critics Choice Awards.
Si después de leer o ver El pan de la guerra te quedas con ganas de saber qué ha pasado con Parvana y Shauzia, puedes leer las novelas El viaje de Parvana y Ciudad de Barro donde la autora narra qué sucede con las jóvenes cuando sus vidas siguen caminos separados. También hay un tercer libro sobre Parvana, titulado Mi nombre es Parvana, que cierra la historia y la trilogía sobre la joven.